# 39. Tarnowska Nagroda Filmowa
39. Tarnowska Nagroda Filmowa – odbyła się w dniach 30 maja-7 czerwca 2025 roku.

## Filmy konkursowe

### Konkurs główny
- Cisza nocna – reż. Bartosz M. Kowalski
- Dziewczyna z igłą – reż. Magnus von Horn
- Innego końca nie będzie – reż. Monika Majorek
- Kulej. Dwie strony medalu – reż. Xawery Żuławski
- Minghun – reż. Jan P. Matuszyński
- Pod wulkanem – reż. Damian Kocur
- Posłuchaj, co chcę Ci powiedzieć – reż. Małgorzata Imielska
- Rzeczy niezbędne – reż. Kamila Tarabura
- Sezony – reż. Michał Grzybowski
- Simona Kossak – reż. Adrian Panek
- Światłoczuła – reż. Tadeusz Śliwa
- To nie mój film – reż. Maria Zbąska
- Utrata równowagi – reż. Korek Bojanowski
- Wróbel – reż. Tomasz Gąssowski

### Konkurs „Kino Młodego Widza”
- Blask – reż. Agata Mikina
- Blask – reż. Eryka Wolna
- Ciuciu babka – reż. Agata Russek
- Dlaczego ćmy lecą do światła – reż. Natalia Pączkiewicz
- Japcuś i złoty kapsel – reż. Miłosz Makowiecki
- Jeżyk i przyjaciele, odc. Słodki pościg – reż. Waldemar Mordarski
- Kapelusznik – reż. Matylda Maciejewska
- Kicia Kocia, odc. Zima – reż. Marta Stróżycka
- Kiki i Bouba: Brzoskwiniowa historia – reż. Leon Bugajski, Kinga Chłodek, Adrian Krzych, Barbara Szczerbanowska, Julia Wiereńko
- Lola i pianino hałasów – reż. Augusto Zanovello
- Melodia przyszłości – reż. Piotr Chmielewski
- Wierszyki domowe, odc.:
  - Biblioteka – reż. Szymon Adamski
  - Huśtawka – reż. Szymon Adamski
  - Kret – reż. Kamila Okrutny
  - Sofa – reż. Szymon Adamski
- Zapakowany – reż. Damian Tchórzewski
- Ziemniaki – reż. Marcin Podolec
- Żuczki – reż. Piotr Chmielewski

## Skład jury
- Anna Jadowska – reżyserka, przewodnicząca jury
- Konrad Bugaj – reżyser obsady
- Diana Dąbrowska – filmoznawczyni
- Piotr Jaxa – operator filmowy
- Łukasz M. Maciejewski – scenarzysta
- Kamila Urzędowska – aktorka

## Laureaci

### Konkurs główny
- Nagroda Grand Prix – Statuetka Maszkarona:
  - Dziewczyna z igłą – reż. Magnus von Horn

- Nagroda Jury Młodzieżowego – Statuetka Kamerzysty:
  - Utrata równowagi – reż. Korek Bojanowski

- Nagroda publiczności – Statuetka Publika:
  - Światłoczuła – reż. Tadeusz Śliwa

- Nagroda specjalna jury:
  - Monika Majorek – nagroda specjalna dla debiutującego twórcy (Innego końca nie będzie)
  - Małgorzata Imielska – za film dokumentalny Posłuchaj, co chcę Ci powiedzieć
  - Maria Zbąska – za  niezwykłą filmową podróż, która oczarowała swoją fantazją, prawdziwością, humorem i bezkompromisowością wizji artystycznej jej odważnej twórczyni (To nie mój film)

- Nagroda za całokształt twórczości – Statuetka „Włóczykija”:
  - Bogusław Linda

### Konkurs „Kino Młodego Widza”
- Nagroda Jury Dziecięcego – Statuetka „Maszkaronek”:
  - Zapakowany – reż. Damian Tchórzewski